# Gryllacris javanica
Gryllacris javanica är en insektsart som beskrevs av Griffini 1908. Gryllacris javanica ingår i släktet Gryllacris och familjen Gryllacrididae. Inga underarter finns listade i Catalogue of Life.